# Acrotomus lucidulus
Acrotomus lucidulus là một loài tò vò trong họ Ichneumonidae.